# السلف (حفاش)

تعديل مصدري - تعديل

السلف هي إحدى قرى عزلة الذارى بمديرية حفاش التابعة لمحافظة المحويت، بلغ تعداد سكانها 216 نسمة حسب تعداد اليمن لعام 2004.